# Elimination Chamber (2021)
Elimination Chamber (2021) (W Niemczech znane jako No Escape (2021)) – gala wrestlingu wyprodukowana przez federację WWE dla zawodników z brandów Raw i SmackDown. Odbyła się 21 lutego 2021 w Tropicana Field w St. Petersburg w stanie Floryda. Emisja była przeprowadzana na żywo za pośrednictwem WWE Network oraz w systemie pay-per-view. Była to jedenasta gala w chronologii cyklu Elimination Chamber.
Podczas gali odbyło się siedem walk, w tym jedna podczas pre-show. W walce wieczoru, The Miz wykorzystał swój kontrakt Money in the Bank i pokonał Drew McIntyre’a aby wygrać WWE Championship, po tym jak McIntyre wygrał Raw Elimination Chamber match. W pierwszej walce, Daniel Bryan wygrał SmackDown Elimination Chamber match zdobywając walkę o Universal Championship przeciwko Romanowi Reignsowi, który obronił tytuł przeciwko Bryanowi. W innych ważnych walkach, Riddle pokonał broniącego tytułu Bobby’ego Lashleya oraz Johna Morrisona aby wygrać United States Championship.

## Produkcja
Elimination Chamber oferowało walki profesjonalnego wrestlingu z udziałem wrestlerów należących do brandów Raw i SmackDown. Oskryptowane rywalizacje (storyline’y) kreowane są podczas cotygodniowych gal Raw i SmackDown. Wrestlerzy są przedstawieni jako heele (negatywni, źli zawodnicy i najczęściej wrogowie publiki) i face’owie (pozytywni, dobrzy i najczęściej ulubieńcy publiki), którzy rywalizują pomiędzy sobą w seriach walk mających budować napięcie. Kulminacją rywalizacji jest walka wrestlerska lub ich seria.
Główną stypulacją tego cyklu gal, są Elimination Chamber matche, gdzie przynajmniej uczestniczy sześciu uczestników lub sześć drużyn. Początkowo startują dwie osoby/drużyny, podczas gdy reszta zamknięta jest w kapsułach. Cały ring otacza stalowa, czarna klatka. Co określony czas wychodzą kolejne osoby/drużyny. Wszyscy muszą siebie nawzajem eliminować, a w walce nie liczą się żadne dyskwalifikacje. Wygrywa ten, który jako ostatni nie będzie wyeliminowany.

### Wpływ COVID-19
W wyniku pandemii COVID-19, która zaczęła wpływać na branżę w połowie marca, WWE musiało zaprezentować większość swojego programu z zestawu bez udziału realnej publiczności. Początkowo programy telewizyjne Raw i SmackDown oraz pay-per-view odbywały się w WWE Performance Center w Orlando w stanie Floryda. Ograniczona liczba stażystów Performance Center oraz przyjaciół i członków rodzin wrestlerów została później wykorzystana jako publiczność na żywo. Pod koniec sierpnia programy WWE na Raw i SmackDown zostały przeniesione do bezpiecznej biologicznie bańki zwanej WWE ThunderDome, która odbywała się w Amway Center w Orlando. Wybrana publiczność na żywo nie była już wykorzystywana, ponieważ bańka pozwalała fanom uczestniczyć w wydarzeniach praktycznie za darmo i być widzianymi na prawie 1000 tablicach LED na arenie. Dodatkowo ThunderDome wykorzystał różne efekty specjalne, aby jeszcze bardziej wzmocnić wejścia wrestlerów, a dźwięk z areny został zmiksowany z chantami wirtualnych fanów. Po zastaniu przyjętym przez Amway Center. ThunderDome zostało przeniesione do Tropicana Field w St. Petersburgu w stanie Floryda w grudniu.

### Rywalizacje
Po tym, jak Sheamus został przeniesiony do brandu Raw w WWE Draft 2020, odbudował swoją starą przyjaźń z WWE Championem Drew McIntyre’em. Jednakże 1 lutego 2021 na odcinku Raw, Sheamus zwrócił się do McIntyre’a, deklarując, że nie jest jego przyjacielem i chce zdobyć WWE Championship. Później McIntyre przyjął wyzwanie Sheamusa na pojedynek jeden na jednego. Jednak w następnym tygodniu, WWE officials Adam Pearce i Shane McMahon ogłosili, że McIntyre będzie bronić WWE Championship przed pięcioma byłymi mistrzami WWE w Elimination Chamber matchu na Elimination Chamber, w którym znaleźli się Sheamus, a także Jeff Hardy, AJ Styles i Randy Orton i Mr. Money in the Bank The Miz. Po ostrej konfrontacji z McIntyre’em podczas odcinka „Miz TV” w następnym tygodniu, Miz usunął się z Raw Elimination Chamber matchu. Na backstage’u Kofi Kingston z The New Day skonfrontował się z Pearce’em o wolne miejsce z powodu bycia byłym mistrzem WWE. Miz skonfrontował się również z Pearce’em, chcąc dać wolne miejsce swojemu Tag Team partnerowi Johnowi Morrisonowi, który mimo że nie był byłym mistrzem WWE, Miz przypomniał Pearce’owi i Kingstonowi, że Morrison był byłym ECW World Championem. Następnie Pearce zorganizował walkę pomiędzy Kingstonem i Mizem, gdzie jeśli Miz wygra, Morrison zajmie jego miejsce, ale jeśli Kingston wygra, będzie w walce. Kingston wygrał walkę. Później tej nocy odbył się Gauntlet match pomiędzy sześcioma uczestnikami walki Elimination Chamber, aby ustalić, kto wejdzie do komory jako ostatni. Sheamus wygrał przez ostatnią eliminację McIntyre’a.
W grudniu 2020, Riddle rozpoczął feud z United States Championem Bobbym Lashleyem. 4 stycznia na odcinku Raw, Riddle pokonał Lashleya w non-title matchu, by w następnym tygodniu wygrać walkę o tytuł, jednak Riddle przegrał z Lashleyem. 25 stycznia, Riddle zdobył kolejną szansę na tytuł w walce z Lashleyem, pokonując w Gauntlet matchu jego kolegów ze stajni Hurt Business. Riddle otrzymał swoją walkę o tytuł w następnym tygodniu na Raw, gdzie Riddle pokonał Lashleya przez dyskwalifikację, ale nie zdobył mistrzostwa. W następnym tygodniu, Riddle skonfrontował się z Keithem Lee, w którym stwierdził, że musi wygrać United States Championship. Lee jednak miał problem z tym, że Riddle przegrał swoje walki o tytuł, a następnie stwierdził, że nadszedł czas, aby ktoś inny zawalczył z Lashleyem. Lee następnie stwierdził, że pokona Lashleya, a także może pokonać Riddle’a. Później tej nocy, Lee pokonał Riddle’a. Po walce Lashley zaatakował Lee i Riddle’a. Lashley miał następnie bronić United States Championship przed Lee i Riddle’em na Elimination Chamber. Jednak w dniu gali Lee został wycofany z walki z powodu zgłoszonej kontuzji. Na Elimination Chamber Kickoff pomiędzy Ricochetem, Eliasem, Johnem Morrisonem i Mustafą Alim zaplanowano Fatal 4-Way match, aby wypełnić zwolnione miejsce Lee w Triple Threat matchu o United States Championship.
12 lutego na odcinku SmackDown, WWE official Adam Pearce ogłosił, że Universal Champion Roman Reigns, aby bronił swojego tytułu w Elimination Chamber matchu na Elimination Chamber. Jednak specjalny doradca Reignsa, Paul Heyman, zwrócił uwagę, że umowa Reignsa stanowiła jedynie, że Reigns musi bronić mistrzostwa podczas gali, ale niekoniecznie wewnątrz tytułowej struktury. Ku niezadowoleniu Pearce’a zdecydowano, że zwycięzca SmackDown Elimination Chamber matchu podczas gali otrzyma natychmiastową walkę o mistrzostwo z Reignsem tej samej nocy. Pearce dodał kuzyna Reignsa, Jeya Uso i Kevina Owensa, którego Reigns pokonał na Royal Rumble w Last Man Standing matchu, jako pierwszych dwóch uczestników walki, a pozostałe cztery miejsca zostały określone przez walki kwalifikacyjne w tym samym odcinku. Baron Corbin i Sami Zayn zakwalifikowali się, pokonując Reya Mysterio i Dominika Mysterio w Tag Team matchu, a później Cesaro i Daniel Bryan pokonali SmackDown Tag Team Champions Dolpha Zigglera i Roberta Roode’a w non-title Tag Team matchu i zapełnili finałowe dwa miejsca.

#### Anulowana walka
Na początku stycznia, Lacey Evans sprzymierzyła się z Riciem Flairem, próbując szydzić z córki Rica, Charlotte Flair. Trwało to przez kilka tygodni, w tym Evans i Ric przerywając walki Charlotte, co spowodowało, że Charlotte i Raw Women’s Champion Asuka straciły WWE Women’s Tag Team Championship podczas Royal Rumble Kickoff. 8 lutego na odcinku Raw , Evans stwierdziła, że szanuje Rica i jego dziedzictwo, w przeciwieństwie do jego córki, Charlotte Flair. Charlotte wyszła i skrytykowała Evans za to, że wykorzystała swojego tatę do posunięcia się do przodu. Następnie Evans stwierdziła, że ma swoje cele na Raw Women’s Championship i wyzwała Charlotte na walkę, z zastrzeżeniem, że jeśli Evans wygra, zdobędzie szansę na tytuł. Evans następnie pokonała Charlotte przez dyskwalifikację, aby zdobyć walkę o Raw Women’s Championship z obecną mistrzynią, Asuką na Elimination Chamber. W następnym tygodniu, podczas walki Tag Teamowej, w którym wystąpiły Charlotte i Asuka przeciwko Evans i Peyton Royce, Evans ujawniła, że jest w ciąży. Dave Meltzer z Wrestling Observer Newsletter potwierdził, że ich walka się nie odbędzie.

## Wyniki walk
| Nr                                                                   | Wyniki | Stypulacje                                                                                              | Czas  |
| -------------------------------------------------------------------- | --- | --- | ----- |
| 1P                                                                   | John Morrison pokonał Eliasa, Mustafę Alego (ze Slapjackiem, Macem i T-BAR-em) i Ricocheta                       | Fatal 4-Way match Zwycięzca zostanie dodany do walki o WWE United States Championship w głównej karcie. | 7:10  |
| 2                                                                    | Daniel Bryan pokonał Cesaro, Jeya Uso, Kevina Owensa, Kinga Corbina i Samiego Zayna                              | Elimination Chamber match o natychniastową walkę o WWE Universal Championship                           | 34:20 |
| 3                                                                    | Roman Reigns (c) (z Paulem Heymanem) pokonał Daniela Bryana poprzez techniczne poddanie                          | Singles match o WWE Universal Championship                                                              | 1:35  |
| 4                                                                    | Riddle pokonał Bobby’ego Lashleya (c) (z MVP) i Johna Morrisona                                                  | Triple Threat match o WWE United States Championship                                                    | 8:40  |
| 5                                                                    | Nia Jax i Shayna Baszler (c) pokonały Sashę Banks i Biancę Belair                                                | Tag Team match o WWE Women’s Tag Team Championship                                                      | 9:35  |
| 6                                                                    | Drew McIntyre (c) pokonał AJ Stylesa (z Omosem), Jeffa Hardy’ego, Kofiego Kingstona, Randy’ego Ortona i Sheamusa | Elimination Chamber match o WWE Championship                                                            | 31:10 |
| 7                                                                    | The Miz pokonał Drew McIntyre’a (c)                                                                              | Singles match o WWE Championship Miz wykorzystał swój kontrakt Money in the Bank.                       | 0:30  |
| (c) – mistrz/mistrzyni przed walkąP – walka miała miejsce w pre-show | | |       |

### SmackDown Elimination Chamber match
| Nr. eliminacji | Wrestler     | Nr. wejściowy | Wyeliminowany przez | Metoda eliminacji                          | Czas  |
| -------------- | ------------ | ------------- | ------------------- | ------------------------------------------ | ----- |
| 1              | King Corbin  | 3             | Cesaro              | Odklepał po założeniu dźwigni Sharpshooter | 17:45 |
| 2              | Sami Zayn    | 4             | Kevina Owensa       | Przypięty po otrzymaniu Stunner            | 25:30 |
| 3              | Kevin Owens  | 5             | Jeya Uso            | Przypięty po otrzymaniu Uso Splash         | 26:50 |
| 4              | Cesaro       | 2             | Jeya Uso            | Przypięty po otrzymaniu Uso Splash         | 32:50 |
| 5              | Jey Uso      | 6             | Daniela Bryana      | Przypięty po otrzymaniu Running Knee       | 34:20 |
| Zwycięzca      | Daniel Bryan | 1             | –                   | –                                          | 34:20 |

### Raw Elimination Chamber match
| Nr. eliminacji | Wrestler          | Nr. wejściowy | Wyeliminowany przez | Metoda eliminacji                          | Czas  |
| -------------- | ----------------- | ------------- | ------------------- | ------------------------------------------ | ----- |
| 1              | Randy Orton       | 2             | Kofiego Kingstona   | Przypięty ruchem roll-up                   | 8:55  |
| 2              | Kofi Kingston     | 4             | Sheamusa            | Przypięty po otrzymaniu Brogue Kick        | 23:35 |
| 3              | Jeff Hardy        | 1             | Drew McIntyre’a     | Przypięty po otrzymaniu Claymore           | 25:15 |
| 4              | Sheamus           | 6             | AJ Stylesa          | Przypięty po otrzymaniu Phenomenal Forearm | 30:15 |
| 5              | AJ Styles         | 5             | Drew McIntyre’a     | Przypięty po otrzymaniu Claymore           | 31:10 |
| Zwycięzca      | Drew McIntyre (c) | 3             | –                   | –                                          | 31:10 |